# Repertorio Oficial de Jurisprudencia
Der Repertorio Oficial de Jurisprudencia (kurz: ROJ; dt.: Offizielles Verzeichnis der Rechtsprechung ) ist ein öffentliches, online zugängliches Rechtsinformationssystem in Spanien und umfasst die Judikatur des Obersten Gerichtshofs und anderer Gerichte und Spruchkörper.

## Allgemeines
Im ROJ werden die Urteile spanischer Gerichte – von den erstinstanzlichen Gerichten bis hin zum Obersten Gerichtshof (Tribunal Supremo) – erfasst. Die Administration liegt beim Centro de Documentación Judicial (CENDOJ – Zentrum für Justizdokumentation), einer technischen Einrichtung des Consejo General del Poder Judicial (Generalrat der rechtsprechenden Gewalt), die auch als ECLI-Koordinator fungiert. Das Verfassungsgericht unterhält eine eigene Datenbank.
Der Online-Zugriff ist weitgehend jedermann möglich und umfasst etwa 5.600.000 Urteile (2016). Richter, Kollegialrichter, Staatsanwälte und Rechtspfleger haben über einen speziellen Bereich  Zugang zu weiteren Informationen und Links zur Rechtsprechung des Verfassungsgerichts, des Europäischen Gerichtshofs, zu nationalen und internationalen Rechtsvorschriften und zur nationalen und internationalen Rechtslehre.

## Gerichte und ihre Kennungen
| Code     | Gerichtsbezeichnung                                                                                  |
| -------- | --- |
| TS       | Tribunal Supremo (Oberster Gerichtshof)                                                              |
| AN       | Audiencia Nacional (Nationales Gericht)                                                              |
| TSJ AND  | Tribunal Superior de Justicia Andalucía (Obergericht von Andalusien)                                 |
| AP AL    | Audiencia Provincial Almería (Provinzgericht Almería)                                                |
| AP CA    | Audiencia Provincial Cádiz (Provinzgericht Cádiz)                                                    |
| AP CO    | Audiencia Provincial Córdoba (Provinzgericht Córdoba)                                                |
| AP GR    | Audiencia Provincial Granada (Provinzgericht Granada)                                                |
| AP H     | Audiencia Provincial Huelva (Provinzgericht Huelva)                                                  |
| AP J     | Audiencia Provincial Jaén (Provinzgericht Jaén)                                                      |
| AP MA    | Audiencia Provincial Málaga (Provinzgericht Málaga)                                                  |
| AP SE    | Audiencia Provincial Sevilla (Provinzgericht Sevilla)                                                |
| TSJ AR   | Tribunal Superior de Justicia Aragón (Obergericht von Aragonien)                                     |
| AP HU    | Audiencia Provincial Huesca (Provinzgericht Huesca)                                                  |
| AP TE    | Audiencia Provincial Teruel (Provinzgericht Teruel)                                                  |
| AP Z     | Audiencia Provincial Zaragoza (Provinzgericht Saragossa)                                             |
| TSJ AS   | Tribunal Superior de Justicia Asturias (Obergericht von Asturien)                                    |
| AP O     | Audiencia Provincial Asturias (Provinzgericht Asturien), Oviedo                                      |
| TSJ BAL  | Tribunal Superior de Justicia Baleares (Obergericht der Balearen)                                    |
| AP IB    | Audiencia Provincial Baleares (Provinzgericht der Balearen)                                          |
| TSJ ICAN | Tribunal Superior de Justicia Canarias (Obergericht der Kanaren)                                     |
| AP GC    | Audiencia Provincial Las Palmas (Provinzgericht Las Palmas)                                          |
| AP TF    | Audiencia Provincial Santa Cruz de Tenerife (Provinzgericht Santa Cruz de Tenerife)                  |
| TSJ CANT | Tribunal Superior de Justicia Cantabria (Obergericht von Kantabrien)                                 |
| AP S     | Audiencia Provincial Cantabria (Provinzgericht Kantabrien), Santander                                |
| TSJ CLM  | Tribunal Superior de Justicia Castilla la Mancha (Obergericht von Kastilien-La Mancha)               |
| AP AB    | Audiencia Provincial Albacete (Provinzgericht Albacete)                                              |
| AP CR    | Audiencia Provincial Ciudad Real (Provinzgericht Ciudad Real)                                        |
| AP CU    | Audiencia Provincial Cuenca (Provinzgericht Cuenca)                                                  |
| AP GU    | Audiencia Provincial Guadalajara (Provinzgericht Guadalajara)                                        |
| AP TO    | Audiencia Provincial Toledo (Provinzgericht Toledo)                                                  |
| TSJ CL   | Tribunal Superior de Justicia Castilla y León (Obergericht von Kastilien und León)                   |
| AP AV    | Audiencia Provincial Ávila (Provinzgericht Ávila)                                                    |
| AP BU    | Audiencia Provincial Burgos (Provinzgericht Burgos)                                                  |
| AP LE    | Audiencia Provincial León (Provinzgericht León)                                                      |
| AP P     | Audiencia Provincial Palencia (Provinzgericht Palencia)                                              |
| AP SA    | Audiencia Provincial Salamanca (Provinzgericht Salamanca)                                            |
| AP SG    | Audiencia Provincial Segovia (Provinzgericht Segovia)                                                |
| AP SO    | Audiencia Provincial Soria (Provinzgericht Soria)                                                    |
| AP VA    | Audiencia Provincial Valladolid (Provinzgericht Valladolid)                                          |
| AP ZA    | Audiencia Provincial Zamora (Provinzgericht Zamora)                                                  |
| TSJ CAT  | Tribunal Superior de Justicia Cataluña (Obergericht von Katalonien)                                  |
| AP B     | Audiencia Provincial Barcelona (Provinzgericht Barcelona)                                            |
| AP GI    | Audiencia Provincial Girona (Provinzgericht Girona)                                                  |
| AP L     | Audiencia Provincial Lleida (Provinzgericht Lleida)                                                  |
| AP T     | Audiencia Provincial Tarragona (Provinzgericht Tarragona)                                            |
| TSJ CE   | Tribunal Superior de Justicia Ceuta (Obergericht von Ceuta)                                          |
| AP CE    | Audiencia Provincial Ceuta (Provinzgericht Ceuta)                                                    |
| TSJ CV   | Tribunal Superior de Justicia Comunidad Valenciana (Obergericht der Autonomen Gemeinschaft Valencia) |
| AP A     | Audiencia Provincial Alicante (Provinzgericht Alicante)                                              |
| AP CS    | Audiencia Provincial Castellón (Provinzgericht Castellón)                                            |
| AP V     | Audiencia Provincial Valencia (Provinzgericht Valencia)                                              |
| TSJ EXT  | Tribunal Superior de Justicia Extremadura (Obergericht der Extremadura)                              |
| AP BA    | Audiencia Provincial Badajoz (Provinzgericht Badajoz)                                                |
| AP CC    | Audiencia Provincial Cáceres (Provinzgericht Cáceres)                                                |
| TSJ GAL  | Tribunal Superior de Justicia Galicia (Obergericht von Galicien)                                     |
| AP C     | Audiencia Provincial A Coruña (Provinzgericht A Coruña)                                              |
| AP LU    | Audiencia Provincial Lugo (Provinzgericht Lugo)                                                      |
| AP OU    | Audiencia Provincial Ourense (Provinzgericht Ourense)                                                |
| AP PO    | Audiencia Provincial Pontevedra (Provinzgericht Pontevedra)                                          |
| TSJ LR   | Tribunal Superior de Justicia La Rioja (Obergericht von La Rioja)                                    |
| AP LO    | Audiencia Provincial La Rioja (Provinzgericht La Rioja), Logroño                                     |
| TSJ MAD  | Tribunal Superior de Justicia Madrid (Obergericht von Madrid)                                        |
| AP M     | Audiencia Provincial Madrid (Provinzgericht Madrid)                                                  |
| TSJ ML   | Tribunal Superior de Justicia Melilla (Obergericht von Melilla)                                      |
| AP ML    | Audiencia Provincial Melilla (Provinzgericht Melilla)                                                |
| TSJ MU   | Tribunal Superior de Justicia Murcia (Obergericht von Murcia)                                        |
| AP MU    | Audiencia Provincial Murcia (Provinzgericht Murcia)                                                  |
| TSJ NAV  | Tribunal Superior de Justicia Navarra (Obergericht von Navarra)                                      |
| AP NA    | Audiencia Provincial Navarra (Provinzgericht Navarra)                                                |
| TSJ PV   | Tribunal Superior de Justicia País Vasco (Obergericht des Baskenlandes)                              |
| AP VI    | Audiencia Provincial Álava (Provinzgericht Álava), Vitoria                                           |
| AP SS    | Audiencia Provincial Guipúzcoa (Provinzgericht Guipúzcoa), San Sebastián                             |
| AP BI    | Audiencia Provincial Vizcaya (Provinzgericht Bizkaia)                                                |
| JCA      | Juzgado de lo Contencioso Administrativo (Verwaltungsgericht)                                        |
| JF       | Juzgado de Familia (Familiengericht)                                                                 |
| JI       | Juzgado de Instrucción (Ermittlungsgericht)                                                          |
| JM       | Juzgado de lo Mercantil (Handelsgericht)                                                             |
| JME      | Juzgado de Menores (Jugendgericht)                                                                   |
| JP       | Juzgado de lo Penal (Strafgericht)                                                                   |
| JPI      | Juzgado de Primera Instancia (Gericht erster Instanz)                                                |
| JPII     | Juzgado de Primera Instancia e Instrucción (Gericht erster Instanz und Ermittlungsgericht)           |
| JSO      | Juzgado de lo Social (Arbeits- und Sozialgericht)                                                    |
| JVM      | Juzgado de Violencia sobre la Mujer (Gericht zuständig im Fall von Gewalt gegen Frauen)              |
| JVP      | Juzgado de Vigilancia Penitenciaria (Gericht für Strafvollzugsüberwachung)                           |

## ROJ-Identifikator
Der ROJ-Identifikator einer Entscheidung setzt sich wie folgt zusammen:
- Entscheidungsart: S für Sentencia (Urteil), A für Auto (Beschluss) oder AA für Auto Aclaratorio (erläuternder Beschluss)
- Gerichtskennung (siehe oben)
- laufende Nummer, gefolgt von „/“ (Schrägstrich)
- Jahr (vierstellig)

Beispiel:
ROJ: AAN 199/2015 (ein Beschluss der Strafkammer des Nationalen Gerichts vom 29. Oktober 2015)
Obgleich Entscheidungen des Verfassungsgerichts nicht dem ROJ-System unterliegen, werden sie üblicherweise ebenso angegeben, wobei die zusätzlich mögliche Entscheidungsart „D“ für Declaración und „TC“ für Tribunal Constitucional steht.

### Unterschiede zwischen ROJ-Identifikator und ECLI
- Ein Urteil (sentencia) ist beim ROJ-Identifikator durch vorangestelltes S gekennzeichnet, beim ECLI ungekennzeichnet.
- Ein Beschluss (auto) ist beim ROJ-Identifikator durch vorangestelltes A gekennzeichnet, beim ECLI durch nachgestelltes A.
- Ein erläuternder Beschluss (auto aclaratorio) ist beim ROJ-Identifikator durch vorangestelltes AA gekennzeichnet, beim ECLI durch nachgestelltes AA.
- Der ROJ-Identifikator enthält Leerzeichen (ggf. auch innerhalb der Gerichtskennung), der ECLI nicht.
- Der ECLI findet Verwendung für weitere Gerichte (spanisches Verfassungsgericht, außerspanische Gerichte).

Beispiele:
ROJ: STS 325/2011 – ECLI:ES:TS:2011:325
ROJ: ATS 3837/2011 – ECLI:ES:TS:2011:3837A
ROJ: SAP Z 160/2011 – ECLI:ES:APZ:2011:160

### Abgrenzung zur Entscheidungsnummer
Die nachträglich zentral vom CENDOJ vergebene fortlaufende Nummer von ROJ-Identifikator und ECLI ist gleich, sie unterscheidet sich aber von der dezentral vergebenen Entscheidungsnummer (número des resolución), die nicht nur für verschiedene Entscheidungsarten, sondern auch für verschiedene Spruchkörper mehrfach vergeben werden kann. Da sie außerdem vorab vergeben wird, kann ihr Jahr vor dem tatsächlichen Entscheidungsdatum liegen.
Beispiele: Oberster Gerichtshof,
Zivilkammer, Entscheidung (Urteil) Nr. 698/2018 vom 12. Dezember, ROJ: STS 4141/2018 – ECLI:ES:TS:2018:4141
Strafkammer, Entscheidung (Urteil) Nr. 698/2018 vom 8. Januar 2019, ROJ: STS 11/2019 – ECLI:ES:TS:2019:11
Strafkammer, Entscheidung (Beschluss) Nr. 698/2018 vom 17. Mai, ROJ: ATS 6774/2018 – ECLI:ES:TS:2018:6774A